# Tuffi ai campionati mondiali di nuoto 2015 - Piattaforma 10 metri sincro maschile
La competizione di tuffi dalla piattaforma 10 metri sincro maschile dei campionati mondiali di nuoto 2015 è stata disputata il 26 luglio 2015 nell'Aquatics Palace di Kazan'. Al mattino si è svolto il turno preliminare cui hanno partecipato gli atleti di 20 differenti nazioni. Le dodici migliori coppie hanno gareggiato per le medaglie nella gara finale tenutasi nel pomeriggio.

## Medaglie
| Posizione | Atleti                         | Nazionalità |
| --------- | ------------------------------ | ----------- |
| Oro       | Chen Aisen Lin Yue             | Cina        |
| Argento   | Iván García Germán Sánchez     | Messico     |
| Bronzo    | Roman Izmajlov Viktor Minibaev | Russia      |

## Risultati
I finalisti sono segnalati in verde
| Posizione | Nazionalità    | Atleti                                | Preliminare | Preliminare | Finale | Finale    |
| Posizione | Nazionalità    | Atleti                                | Punti       | Posizione   | Punti  | Posizione |
| --------- | -------------- | ------------------------------------- | ----------- | ----------- | ------ | --------- |
| 1         | Cina           | Chen Aisen Lin Yue                    | 470.13      | 1           | 495.72 | 1         |
| 2         | Messico        | Iván García Germán Sánchez            | 419.19      | 5           | 448.89 | 2         |
| 3         | Russia         | Roman Izmajlov Viktor Minibaev        | 443.07      | 3           | 441.33 | 3         |
| 4         | Ucraina        | Maksym Dolhov Oleksandr Horškovozov   | 419.07      | 6           | 436.50 | 4         |
| 5         | Stati Uniti    | David Boudia Steele Johnson           | 451.02      | 2           | 436.35 | 5         |
| 6         | Germania       | Patrick Hausding Sascha Klein         | 421.92      | 4           | 431.34 | 6         |
| 7         | Corea del Sud  | Kim Yeong-nam Woo Ha-ram              | 417.24      | 7           | 421.80 | 7         |
| 8         | Colombia       | Víctor Ortega Juan Ríos               | 409.92      | 8           | 405.03 | 8         |
| 9         | Gran Bretagna  | James Denny Matthew Lee               | 379.86      | 12          | 396.84 | 9         |
| 10        | Malaysia       | Chew Yiwei Ooi Tze Liang              | 383.40      | 11          | 386.52 | 10        |
| 11        | Corea del Nord | Hyon Il-myong Kim Sun-bom             | 385.08      | 10          | 378.18 | 11        |
| 12        | Australia      | Domonic Bedggood James Connor         | 388.80      | 9           | 375.12 | 12        |
| 13        | Bielorussia    | Vadzim Kaptur Jaŭhen Karalëŭ          | 373.92      | 13          |        |           |
| 14        | Canada         | Philippe Gagné Vincent Riendeau       | 372.78      | 14          |        |           |
| 15        | Cuba           | Jeinkler Aguirre José Antonio Guerra  | 367.38      | 15          |        |           |
| 16        | Italia         | Francesco Dell'Uomo Maicol Verzotto   | 362.55      | 16          |        |           |
| 17        | Venezuela      | Óscar Ariza Robert Páez               | 344.70      | 17          |        |           |
| 18        | Norvegia       | Filip Devor Daniel Jensen             | 342.87      | 18          |        |           |
| 19        | Brasile        | Jackson Oliveira Isaac de Souza Filho | 335.91      | 19          |        |           |
| 20        | Indonesia      | Andriyan Andriyan Adityo Putra        | 311.97      | 20          |        |           |